# Linda Belinda Podszus
Linda Podszus (* 1996 in Viersen) ist eine deutsche Schauspielerin und Hörspielsprecherin.

## Leben
Linda Podszus ist in Berlin aufgewachsen, ihre zweite Muttersprache ist Polnisch. Das Schauspielstudium absolvierte sie ab 2017 an der Hochschule für Musik, Theater und Medien Hannover und schloss 2021 ab.
Ihr erstes Theater-Engagement nahm sie von 2021 bis 2023 am Theater Bonn unter Schauspieldirektor Jens Groß an. Im Fernsehen war sie bisher in einigen Serien in Episodenrollen zu sehen, z. B. SOKO Köln, Bettys Diagnose oder In aller Freundschaft – Die jungen Ärzte.
Podszus stand mit verschiedenen Bands auf der Bühne und produziert eigene Songs. Sie arbeitet auch als Sprecherin für Hörspiele und Feature beim Westdeutschen Rundfunk und Deutschlandradio.
Linda Podszus lebt in Berlin.

## Fernsehen (Auswahl)
- 2020: In aller Freundschaft – Die jungen Ärzte – Staffel 6, Folge 10: Der Neue
- 2022: Bettys Diagnose – Staffel 10, Folge 3: Alles Schwindel
- 2022: Blutige Anfänger – Staffel 4, Folge 10: Sündenfall
- 2023: SOKO Köln – Staffel 22, Folge 3: Hallo, Fremder
- 2023: Stralsund: Tote Träume
- 2024: SOKO Stuttgart: Kaiser im Visier (Fernsehserie)

## Theater (Auswahl)
- 2021: Anna Karenina, Rolle: Kitty. Regie: Luise Voigt, Theater Bonn
- 2021: Unsere Welt neu denken (nach dem Buch von Maja Göpel). Regie: Simon Solberg, Theater Bonn
- 2022: Medea38/Stimmen, Rolle: Medea, Sara, Regie: Nuran David Calis, Theater Bonn
- 2022: Kleiner Mann, was nun?, Rolle: Lämmchen, Regie: Jan Neumann, Theater Bonn
- 2022: Recht auf Jugend, Regie: Volker Lösch, Theater Bonn
- 2022: Pussy Riot. Anleitung für eine Revolution, Rolle: Nadja. Regie: Maximilian Immendorf und Linda Podszus, Theater Bonn
- 2023: Das Floß der Medusa, Regie: Maximilian Immendorf, Theater Bonn

## Hörspiele (Auswahl)
- 2022: Vom Erdboden. Verschwundener Bruder unter Neonazi-Verdacht von Leonie Below – Regie: Eva Solloch, Original-Hörspiel (4 Teile), WDR[3]
- 2022: Das Wunder von Sliwen von Mirko Schwanitz – Regie: Karin Hutzler, DLF
- 2023: Marlov in Tschernobyl von David Zane Mairowitz – Regie: Jörg Schlüter, Original-Hörspiel, Kriminalhörspiel, WDR[4]
- 2023: Boudicca. Die Keltenkriegerin von Anne-M. Keßel – Regie: Martin Zylka, 8-teiliger Hörspiel-Podcast, WDR[5]